# Аднан Хейраллах
Аднан Хейраллах Тульфах (араб. عدنان خير الله طلفاح‎; 23 сентября 1941 — 4 мая 1989) — иракский политический и военный деятель. Зять президента Ахмеда Хасана аль-Бакра, а также двоюродный брат и шурин другого иракского президента Саддама Хусейна. Министр обороны Ирака в правительстве аль-Бакра и Хусейна. Погиб при невыясненных обстоятельствах в 1989 году.

## Биография
Аднан Хейраллах родился в семье иракского офицера Хейраллаха Тульфаха, дяди Саддама Хусейна. Хусейн с 10 лет жил в их семье, после того как сбежал в Тикрит в желании учиться. Братья, начиная с детства, росли вместе как родные, а не двоюродные. Аднан стал его лучшим другом и поддерживал двоюродного брата в самые трудные минуты. Впоследствии Саддам женится на его сводной сестре Саджиде, с которой был помолвлен ещё в младенчестве.
В октябре 1977 году в звании полковника он возглавил министерство обороны и стал одним из немногих военных представителей в Совете революционного командования и в региональном командовании. С первых дней на новом посту он начал проводить «чистки» в армии. Спустя пять лет Саддам Хусейн в качестве президента страны назначил его вице-премьером и заместителем главнокомандующего вооружёнными силами. Входил в состав комитета из трёх человек по созданию химического оружия. Вскоре Хейраллах стал вторым человеком в государстве после президента. Аднан Хейраллах, ставший министром обороны и генералом иракской армии, в годы ирано-иракской войны быстро набрал популярность в армейских кругах.

## Гибель
В 1988 году Саддам, увидев жену президента авиакомпании «Ирак Эрвейз», понял: судьба дарит ему шанс. Хусейн предложил мужу дать жене развод. Отношения между родственниками сильно испортились.
В начале 1989 года президент обвинил Хейралаха в том, что тот якобы не сумел предотвратить попытку государственного переворота. В мае Хейраллах погиб при неизвестных обстоятельствах в авиакатастрофе. Официальное заключение гласило, что его вертолет, который следовал из Багдада на север Ирака, попал в песчаную бурю на севере Ирака. Аднана Хейраллаха похоронили в Тикрите.

## Семья
Аднан Хейраллах был мужем дочери президента Ахмеда Хасана аль-Бакра.

## Память
В армейских кругах Аднан Хейраллах был популярной фигурой. На Багдадской площади аль-Карх ему установили памятник. 